# Rally de Ferrol de 1976
El Rally de Ferrol de 1976 fue la séptima edición y la undécima cita de la temporada 1976 del Campeonato de España de Rally. Se celebró del 21 al 22 de agosto y contó con un itinerario de doce tramos que sumaban un total de 150 km cronometrados. Con la ausencia del equipo SEAT y campeonato de España decidido prácticamente a favor de Antonio Zanini los principales candidatos a la victoria eran Marc Etchebers, Jorge de Bagration, Beny Fernández y Juan Carlos Pradera. De los treinta y nueve participantes inscritos solo llegaron a meta vetintitrés que acusaron la dificultad de la prueba marcada por la lluvia. El vencedor fue Marc Etchebers por segundo año consecutivo que se benefició del abandono de Beny Fernández con una biela rota en su BMW. Jorge de Bagration fue segundo, que llegó a liderar la prueba en los primeros tramos. Tras él lo hizo el propio Beny que marcó el mejor tiempo en el tramo largo de Ortigueira bajo una fuerte tormenta. Al poco se produjeron los abandonos de Pradera por fallo en el motor y luego el de Beny Fernández que perdía así una buena ocasión para asegurarse el subcampeonato. Bagration heredó el primer puesto pero sufrió problemas en su Stratos y perdió la posición en favor de Etchebers que lideró hasta el final sin problemas.

## Itinerario
| Día   | Tramo | Nombre       | Distancia | Hora  |
| ----- | ----- | ------------ | --------- | ----- |
| Día 1 | TC1   | Cerdido      | 6.70 km   | 15:41 |
| Día 1 | TC2   | Ortigueira   | 26.00 km  | 16:29 |
| Día 1 | TC3   | Ribadeume    | 13.00 km  | 17:15 |
| Día 1 | TC4   | Iglesiafeita | 6.00 km   | 18:09 |
| Día 1 | TC5   | Ortigueira   | 26.00 km  | 19:11 |
| Día 1 | TC6   | Ribadeume    | 13.00 km  | 19:57 |
| Día 1 | TC7   | Iglesiafeita | 6.00 km   | 20:51 |
| Día 1 | TC8   | Ortigueira   | 26.00 km  | 21:53 |
| Día 1 | TC9   | Ribadeume    | 13.00 km  | 22:39 |
| Día 1 | TC10  | Rojal        | 6.40 km   | 23:44 |
| Día 2 | TC11  | Cabañas      | 4.00 km   | 00:31 |
| Día 2 | TC12  | La Bailadora | 4.00 km   | 01:06 |

## Clasificación final
| Pos. | Piloto                | Copiloto                  | Automóvil                | Tiempo  | Diferencia |
| ---- | --------------------- | ------------------------- | ------------------------ | ------- | ---------- |
| 1.   | Marc Etchebers        | Marie-Christine Etchebers | Porsche 911 Carrera      | 1:16:05 | 0.0        |
| 2.   | Jorge de Bagration    | Manuel Barbeito           | Lancia Stratos HF        | 1:17:04 | +59        |
| 3.   | R. Oanes              | Torreiro                  | Alpine-Renault A110 1600 | 1:21:02 | +4:57      |
| 4.   | Rafa «Cid»            | Venancio Blanco           | Alpine-Renault A110      | 1:21:07 | +5:02      |
| 5.   | Luis Lobato           | José Luis Graña           | SEAT 1430-1800           | 1:22:59 | +6:57      |
| 6.   | J. Hernández          | Alejandro                 | SEAT 1430-1800           | 1:23:31 | +7:29      |
| 7.   | Ignacio Rueda Ubillos | José Manuel Ezquerro      | Renault 8 TS             | 1:23:49 | +7:47      |
| 8.   | Pablo de Sousa        | Luis M. Sanz              | SEAT 1430-1800           | 1:24:11 | +8:09      |
| 9.   | Santiago Salido       | José Manuel Vázquez       | Alpine-Renault A110 1800 | 1:24:19 | +8:17      |
| 10.  | José Ramón Sueiras    | Trigo                     | Alpine-Renault A110 1800 | 1:24:34 | +8:32      |